# Avigliano Umbro
Avigliano Umbro is een gemeente in de Italiaanse provincie Terni (regio Umbrië) en telt 2488 inwoners (31-12-2004). De oppervlakte bedraagt 51,4 km², de bevolkingsdichtheid is 48 inwoners per km².

## Demografie
Avigliano Umbro telt ongeveer 1009 huishoudens. Het aantal inwoners steeg in de periode 1991-2001 met 2,7% volgens cijfers uit de tienjaarlijkse volkstellingen van ISTAT.
| Jaar | Inwoneraantal |
| ---- | ------------- |
| 1991 | 2315          |
| 2001 | 2378          |

## Geografie
De gemeente ligt op ongeveer 441 m boven zeeniveau.
Avigliano Umbro grenst aan de volgende gemeenten: Acquasparta, Amelia, Guardea, Montecastrilli, Montecchio, Todi (PG).